# Puhja
Puhja – osiedle (alevik) w Estonii, w prowincji Tartu, w gminie Elva. W 2021 miało ono 848 mieszkańców.

## Historia
Pierwsze wzmianki o Puhja, wtedy nazywane Puyen pochodzą z 1418 roku. Puhja należało do gminy Puhja przed reformą administracyjną samorządów lokalnych w 2017 roku..